# Diabrotica sexmaculata
Diabrotica sexmaculata is een keversoort uit de familie bladkevers (Chrysomelidae). De wetenschappelijke naam van de soort werd in 1879 gepubliceerd door Joseph Sugar Baly. De soort komt voor in Guatemala.